# Constant Cloquet
Constant Cloquet (1884. – ?) olimpiai bronzérmes belga vívó.
Az 1906. évi nyári olimpiai játékokon, Athénban indult, amit később nem hivatalos olimpiává nyilvánított a Nemzetközi Olimpiai Bizottság. Ezen az olimpián két vívószámban indult: csapat párbajtőrvívásban bronzérmes lett, és tőrvívásban nem szerzett érmet.
Klubcsapata a Salle d'armes Desmedt volt.